# Les Aventures d'Oscar
Les Aventures d'Oscar est une série télévisée française en treize épisodes de 26 minutes, en noir et blanc, de Jean-Paul Rouland, réalisée par Roland-Bernard (frère aîné de Jean-Paul Rouland) et diffusée à partir du 26 février 1959 sur R.T.F. Télévision.

## Synopsis
Cette série, tournée en direct, met en scène les enquêtes du détective Oscar Mirandol de Castel-Barbazac, qu'il mène au volant de « Mirabelle », sa Citroën Trèfle.

## Distribution
- Jean-Paul Rouland : Oscar Mirandol de Castel-Barbazac
- Paul Préboist : Achille
- Jacques Marin : Boniface
- Jean Rougerie : Le majordome

## Épisodes
1. Oscar et l'agence Mirandole
2. Oscar au théâtre
3. Oscar et le savant
4. L'Héritage d'Oscar
5. Oscar et le pharaon
6. Titre sans nom
7. Titre sans nom
8. Titre sans nom
9. Titre sans nom
10. Titre sans nom
11. Titre sans nom
12. Titre sans nom
13. Titre sans nom